# Якуб аль-Мансур
Абу́ Юсу́ф Яку́б аль-Мансу́р (араб. ابو يوسف يعقوب المنصور‎; ок. 1160 — 23 января 1199, Марракеш) — третий халиф династии Альмохадов (1184—99), при котором государство Альмохадов достигло вершины своего могущества.
Взошёл на престол после того, как его отец Абу Якуб Юсуф погиб в Португалии. Поклялся отомстить христианам, но на первых порах его внимание было отвлечено восстанием берберских племён, которые заняли Алжир и ряд других городов.
Расправившись с врагами в Африке, халиф повёл свои войска на север, дойдя до самого Мадрида и разбив кастильского короля Альфонса VIII в битве при Аларкосе (1195). В ознаменование своих военных успехов он взял титул «аль-мансур», что значит «победитель».
Последние несколько лет жизни халиф провёл в Марракеше, передоверив ведение государственных дел сыну Мухаммеду ан-Насиру. В те годы его мысли занимало завершение строительства столичных мечетей Кутубия и Эль-Мансурия.
В истории культуры аль-Мансур остался как покровитель жившего при его дворе философа Аверроэса.
Начатое им в Рабате строительство крупнейшей в мире мечети после смерти правителя прекратилось.
Мусульманские историки единодушно считали царствование Абу Якуба аль-Мансура самым блестящим периодом в истории альмохадской империи.

## Источник
- Якуб аль-Мансур в Британской энциклопедии
- Анонимные авторы. Испанские средневековые хроники: Хроника Карденьи I. Хроника Карденьи II. Анналы Толедо I. Анналы Толедо II. Анналы Толедо III. www.kuprienko.info (А. Скромницкий) (24 августа 2011). Дата обращения: 17 ноября 2012. Архивировано 4 декабря 2012 года.